# Polarizzazione del vuoto
In teoria quantistica dei campi, ed in particolare in elettrodinamica quantistica, la polarizzazione del vuoto descrive un processo nel quale un campo elettromagnetico di fondo produce coppie di elettroni e positroni virtuali che cambiano la distribuzione di cariche e correnti che hanno generato il campo elettromagnetico originale. La polarizzazione del vuoto è stata osservata sperimentalmente nel 1997 usando l'acceleratore di particelle TRISTAN in Giappone

## Descrizione
In accordo alla teoria quantistica dei campi, lo stato fondamentale di una teoria con particelle interagenti non è il semplice spazio vuoto. Piuttosto esso contiene coppie di particella-antiparticella "virtuali" che vengono create dal vuoto e quindi annichilite l'un l'altra in tempi brevissimi.
Alcune di queste coppie particella-antiparticella sono cariche, ad esempio coppie elettrone-positrone. Tali coppie cariche agiscono come un dipolo elettrico. In presenza di un campo elettrico, come ad esempio il campo elettromagnetico attorno ad un elettrone, queste coppie particella-antiparticella si riposizionano, producendo una reazione parziale al campo (un effetto parziale di schermo, effetto dielettrico). Il campo così sarà più debole di quanto aspettato se il vuoto fosse completamente vuoto. Questo riorientamento delle coppie particella-antiparticella a vita breve è detto polarizzazione del vuoto.
Il contributo ad un loop di una coppia fermione-antifermione alla polarizzazione è rappresentato dal seguente diagramma di Feynman:

## Tensore di polarizzazione del vuoto
La polarizzazione del vuoto è quantificata dal tensore di polarizzazione del vuoto {\displaystyle \Pi _{\mu \nu }} che descrive l'effetto dielettrico come funzione del 4-momento p trasportato dal fotone. Quindi la polarizzazione del vuoto dipende dal momento trasferito o, in altre parole, la costante dielettrica dipende dalla scala di energia. In particolare, per l'elettrodinamica quantistica possiamo scrivere la costante di struttura fine come una quantità che dipende in maniera effettiva dal momento trasferito. Tenendo conto della correzione al primo ordine, abbiamo
{\displaystyle \alpha _{\text{eff}}(p^{2})={\frac {\alpha }{1-[\Pi _{2}(p^{2})-\Pi _{2}(0)]}}}
essendo Πμν(p) = (p2 gμν - pμpν) Π(p2) e l'indice 2 denota la correzione all'ordine principale {\displaystyle \alpha }. La struttura del tensore Πμν(p) è fissata dalla identità di Ward.

## Commenti
Polarizzazione del vuoto che influenzi interazioni di spin è stata anche riportata sulla base di dati sperimentali ed anche trattata teoricamente in QCD, nel considerare ad esempio la struttura di spin di un adrone.